# Fernando Maura Barandiarán
Fernando Maura Barandiarán, né le 30 avril 1955 à Bilbao, est un homme politique espagnol membre de Ciudadanos.
Il est élu député de la circonscription de Madrid lors des élections générales de décembre 2015.

## Biographie

### Profession
Fernando Maura Barandiarán est avocat et économiste diplômé par l'Université de Deusto. Il est aussi écrivain.

### Carrière politique
Il est élu conseiller municipal de Bilbao de 1983 à 1987. De 1990 à 2007, il est député au Parlement basque.
Il devient député européen le 25 mai 2014. En avril 2015, il est exclu de l'UPyD, et rejoint Citoyens - Parti de la Citoyenneté. Il quitte le Parlement européen en novembre 2015.
Le 20 décembre 2015, il est élu député pour Madrid au Congrès des députés et réélu en 2016. Il ne se représente pas lors des élections générales d'avril 2019.